# 1894 en photographie
| Années de la photographie : 1891 - 1892 - 1893 - 1894 - 1895 - 1896 - 1897    |
| Décennies de la photographie : 1860 - 1870 - 1880 - 1890 - 1900 - 1910 - 1920 |

Cet article présente les faits marquants de l'année 1894 en photographie.

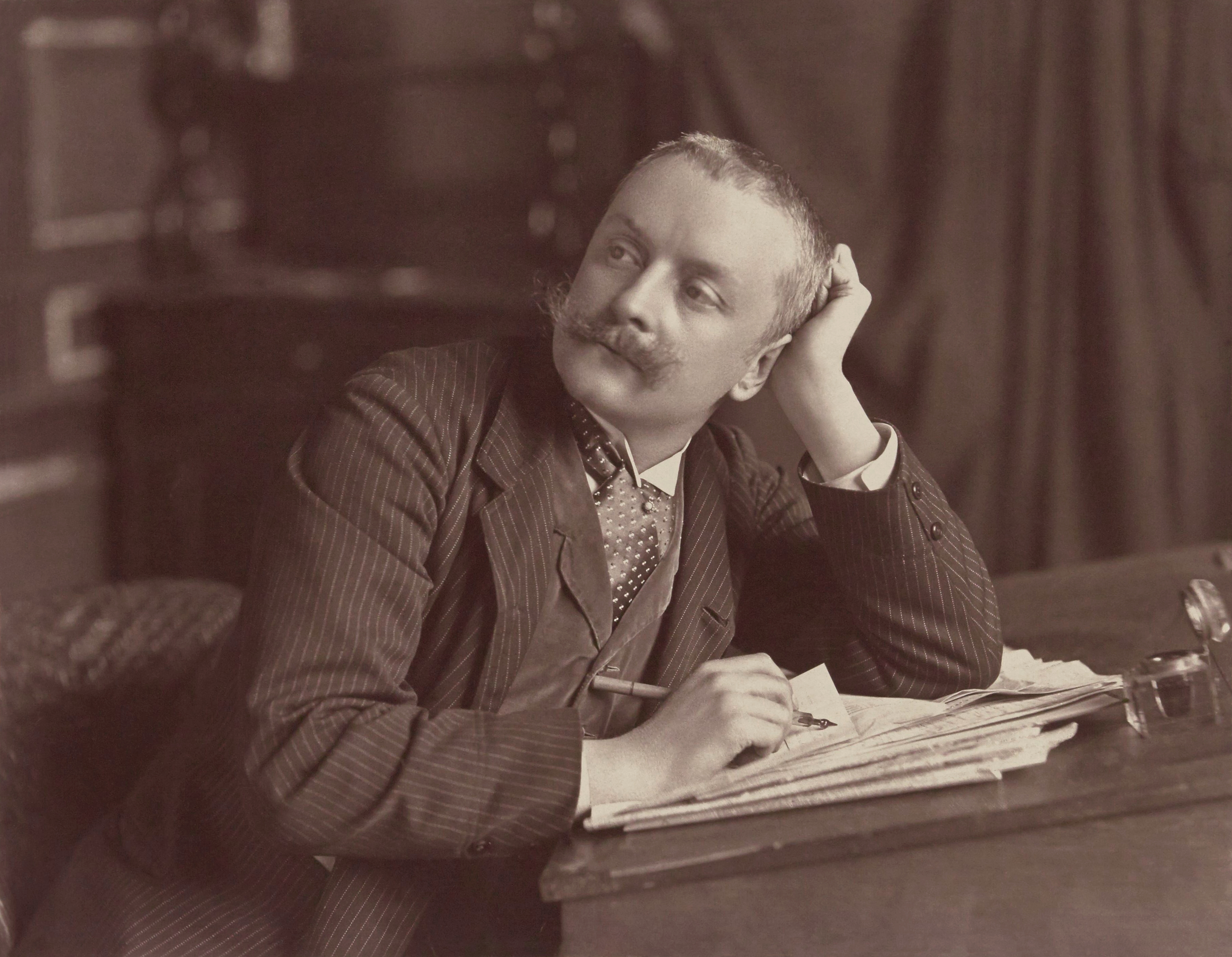
Paul Nadar, Autoportrait au bureau de l'atelier, rue d'Anjou, impression à partir d'un négatif sur plaque de verre au bromure d'argent.

## Événements
- L'état-major japonais crée un service de photographie au sein de l'armée impériale ; il réalise ses premières photographies lors de la première guerre sino-japonaise (août 1894 – avril 1895) ; elles sont diffusées par le studio d'Ogawa Kazumasa avec l'accord de l'état-major[1],[2].
- Création à Reims en France de l'Union photographique rémoise.
- Conrad Bernitt fait breveter en Allemagne à Hambourg un Bosco-Automat (de), une cabine photographique automatisée qui produisait des photographies selon la technique du ferrotype[3].
- 24 juin : Paul Nadar épouse Marie Degrandi, chanteuse lyrique soprano, pensionnaire de l'Opéra-Comique ; le mariage semble marquer la fin de sa carrière. Elle sera photographiée à plusieurs reprises par son mari.

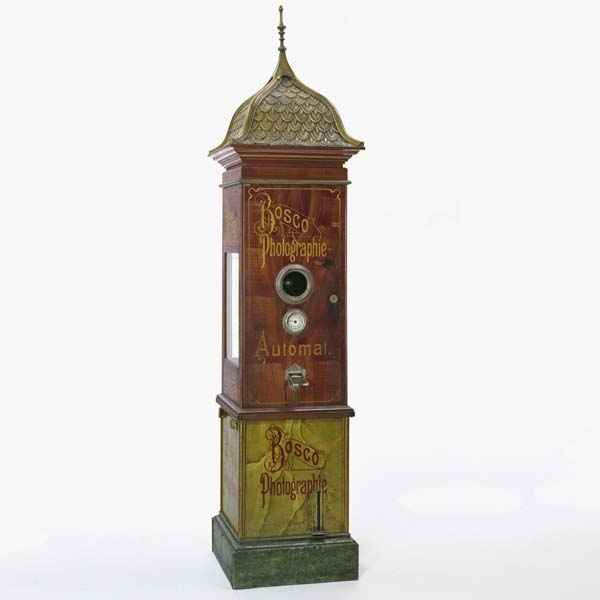
Bosco-Automat exposé au Deutsches Museum à Munich.

## Photographies notables
- Photographie d'Akaffou Blalè, chef des Ngban du Sud, figure emblématique et résistante de la communauté Baoulé dans le contexte de la colonisation française en Côte d'Ivoire[4].

## Livres de photographies

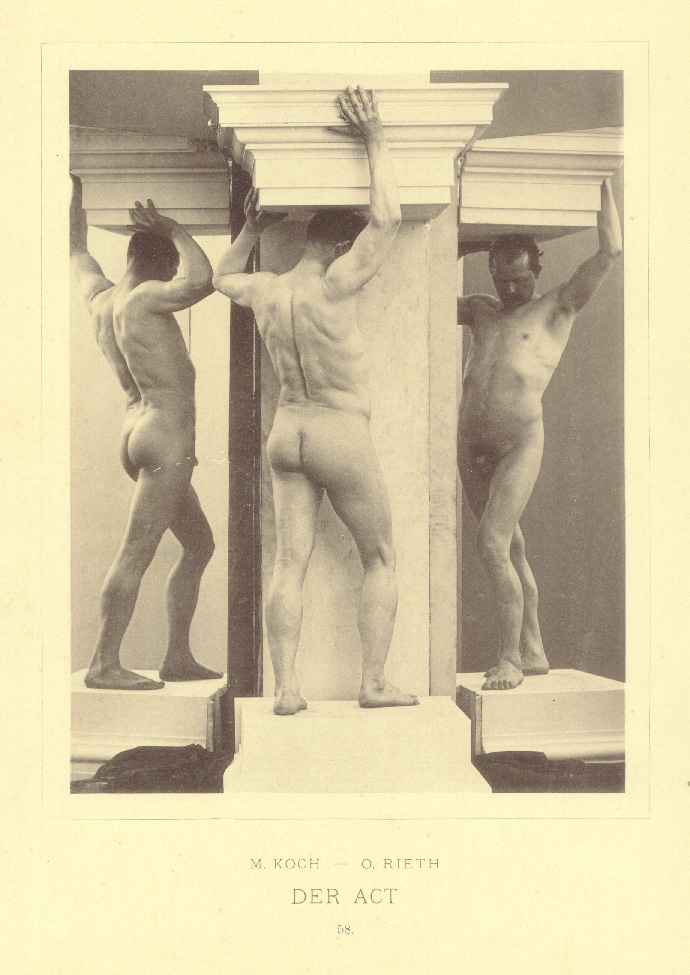
Der AKt, p. 58.

- (de) Max Friedrich Koch et Otto Rieth (de), Der Akt. 100 Modellstudien nach Naturaufnahmen in Lichtdruck, nach künstlerischem und wissenschaftlichen Gesichtspunkten gestellt und herausgegeben, Leipzig, Kunstverlag M. Bauer und Co., 1894-1985 : 100 planches de nus en héliogravure[5].

## Études, essais, articles
- (en) Sarah J. Eddy, « A good use for the camera », dans The American Annual of Photography : elle y affirme que les moments passés avec ses modèles sont tout aussi gratifiants que le tirage final.
- Gaston-Henri Niewenglowski, Dictionnaire photographique, Paris, Charles Mendel, 328 p. (lire en ligne).
- Shimooka Renjō publie son autobiographie, Shashin Jireki, principalement consacrée à sa carrière en tant que photographe à Yokohama et Tokyo.
- (de) Eduard Valenta, Die Photographie in natürlichen Farben, mit besonderer Berücksichtigung des Lippmann'schen Verfahrens, Halle-sur-Saale, Knapp, coll. « Enzyklopädie der Photographie » (no 2) (lire en ligne) (livre sur la photographie interférentielle de Gabriel Lippmann et les améliorations que Valenta propose).

## Expositions

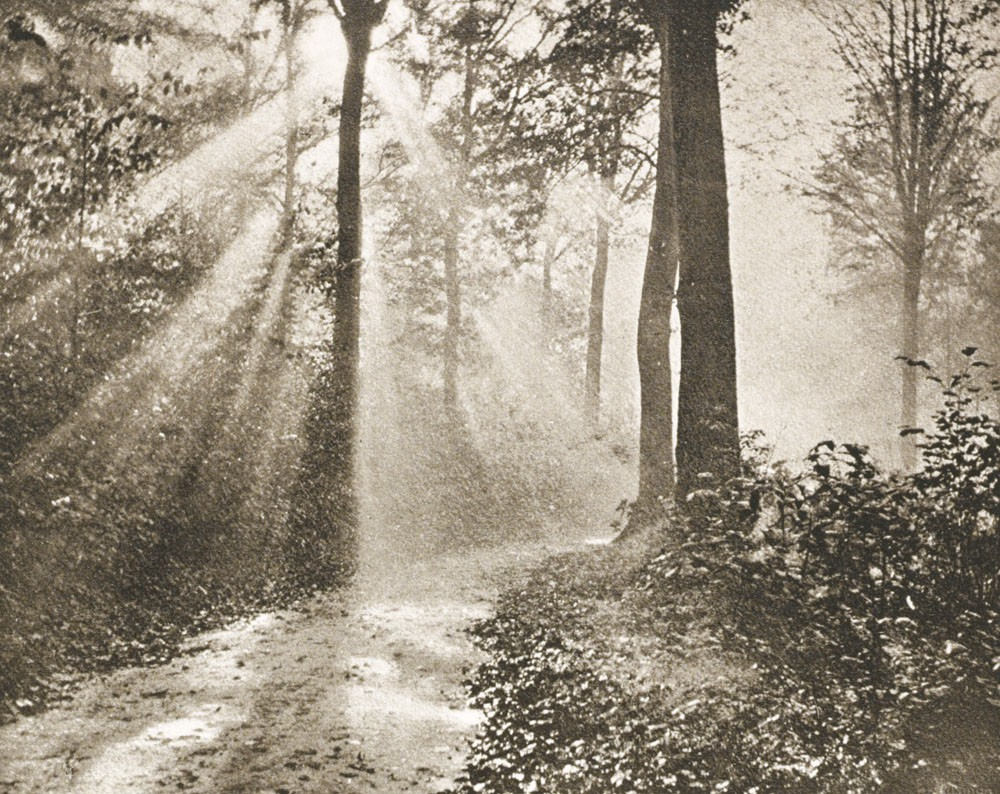
Édouard Hannon, Matinée d'automne.

- janvier : le Photo-club de Paris organise à la galerie Georges Petit sa première Exposition d’art photographique du Photo-Club de Paris ; il y présente les travaux de 156 photographes pictorialistes venus du monde entier[6] et en édite le catalogue[7] ; Édouard Hannon remporte la médaille d'or pour Matinée d'automne.

## Naissances
- 18 janvier : Lucia Moholy, photographe tchèque, liée au mouvement artistique de la Nouvelle objectivité (Neue Sachlichkeit), morte le 17 mai 1989.
- 24 mars : Robert Taft, universitaire américain, professeur de chimie, auteur d'ouvrages sur la photographie, mort le 22 septembre 1955.
- 31 mars : Anatol Josepho, photographe russe, naturalisé américain, inventeur des cabines photographiques automatiques qu'il appelle « photomaton », mort le 16 décembre 1980.
- 8 juin : Bertha Günther, artiste et danseuse allemande, connue pour ses recherches sur les photogrammes, morte le 24 décembre 1975.
- 13 juin : Jacques Henri Lartigue, photographe, peintre et écrivain français, mort le 12 septembre 1986.
- 17 juin : Sidney Cotton, inventeur, aviateur et photographe australien, mort le 13 février 1969.
- 2 juillet : André Kertész, photographe hongrois naturalisé américain, mort le 28 septembre 1985.
- 15 juillet : Thérèse Bonney, photographe et photojournaliste américaine, morte le 15 janvier 1978.
- 25 juillet : Hélène Hoppenot, diariste et photographe française, morte le 21 décembre 1990.
- 21 août : Christian Schad, peintre et photographe allemand, lié au mouvement artistique de la Nouvelle objectivité (Neue Sachlichkeit), mort le 25 février 1982.
- 10 septembre : Saverio Marra, photographe italien, mort le 17 octobre 1978.
- 25 octobre : Claude Cahun, artiste et photographe française, liée au surréalisme, morte le 8 décembre 1954.
- 25 novembre : Laurence Stallings, écrivain et photographe américain, mort le 28 février 1968.
- 19 décembre : Sénia Fléchine, photographe et militant anarchiste russe, mort le 19 juin 1981.
- Date précise inconnue ou non renseignée :
  - Carlo Balelli, photographe italien, mort le 24 mars 1981.
  - Abram Chterenberg, photographe russe d'origine ukrainienne, mort le 6 décembre 1978.

## Décès
- 20 janvier : Paolo Salviati, photographe italien, actif à Venise et Padoue, né le 23 mai 1818.
- 3 mars : Albert Southworth, photographe américain, fondateur avec Josiah Johnson Hawes du studio Southworth & Hawes, né le 12 mars 1811.
- 18 mars : Antoine Louis Roussin, peintre, lithographe et photographe français, né le 3 mars 1819.
- 10 avril : Victor Angerer, photographe austro-hongrois, mort le 3 octobre 1839.
- 12 avril : Joseph Vigier, photographe français, né le 12 août 1821.
- 21 mai : Charles-Louis Michelez, photographe français, mort le 30 janvier 1817.
- 25 mai : Charles D. Fredricks, photographe américain, né le 11 décembre 1843.
- 29 juillet : Richard Buchta, explorateur et photographe autrichien, né le 19 janvier 1845.
- 19 août : Georges Révoil, explorateur, photographe et diplomate français, né le 24 janvier 1852.
- 21 septembre : Eduard Isaac Asser, photographe néerlandais, né le 19 octobre 1809.
- 3 octobre : Jules de Laurière, archéologue amateur français et pionnier de la photographie en archéologie, né le 2 décembre 1825.
- 23 octobre : Carl Ferdinand Stelzner, peintre portraitiste et photographe daguerréotypiste allemand, pionnier de la photographie, actif à Hambourg, né le 30 décembre 1805.
- 29 novembre : Fritz Luckhardt, photographe autrichien d'origine allemande, né le 17 mars 1843.

- Date précise inconnue ou non renseignée :
  - Benito Panunzi, photographe italien, actif en Argentine, né en 1819.

## Célébrations
Centenaire de naissance
- William Ellis